# Texasstjärnor
Texasstjärnor (Lindheimera) är ett släkte av korgblommiga växter. Texasstjärnor ingår i familjen korgblommiga växter.
Kladogram enligt Catalogue of Life:
| Texasstjärnor | \| \| Lindheimera mexicana \| \| \| \| \| \| liten texasstjärna \| \| \| \| |
|               | \| \| Lindheimera mexicana \| \| \| \| \| \| liten texasstjärna \| \| \| \| |
|               | Lindheimera mexicana                                                        |
|               |                                                                             |
|               | liten texasstjärna                                                          |
|               |                                                                             |